# Velodroom Buffalo

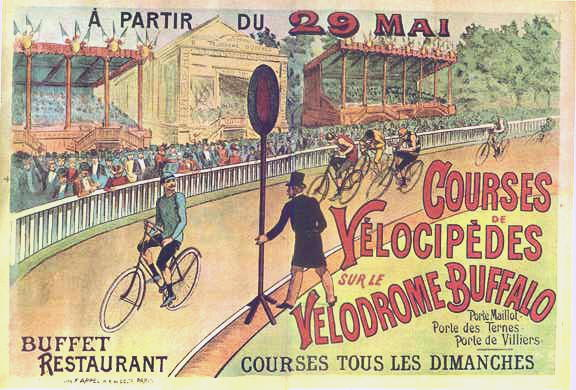
Vélodrome Buffalo

De Velodroom Buffalo en zijn latere vervanger het Stadion Buffalo waren wielerbanen in  de directe omgeving van Parijs. De eerste bestond van 1893 tot aan de Eerste Wereldoorlog, de tweede bestond van 1922 tot 1957 in de gemeente Montrouge.
De naam van beide banen werd afgeleid van de Amerikaanse showman William Frederick Cody alias Buffalo Bill, wiens circus werd gehouden op het terrein van de eerste velodroom.

## De eerste velodroom
De velodroom Buffalo was niet ver van Porte Maillot gelokaliseerd, een station van de Parijse metro in de randgemeente Neuilly-sur-Seine. De baan werd in 1893 geopend en de directeur van deze baan was de Franse schrijver Tristan Bernard. Hij is waarschijnlijk degene die het luiden van de bel bij het ingaan van de laatste ronde in de wielersport heeft geïntroduceerd.
Op deze baan zijn diverse wereldrecords gevestigd. Het eerste erkende wereldrecord werelduurrecord werd door Henri Desgrange gevestigd op 11 mei 1893 met een afstand van 35,325 km. Ook in mei van hetzelfde jaar vestigde een renner genaamd Cassigard het wereldrecord op de kilometer met staande start in een tijd van 1 minuut 28 seconde.
Ook werd op deze baan van af 1894 jaarlijks de vermaarde Bol d'Or verreden, een 24 uurs race achter gangmakers.
De baan werd in 1902 gerenoveerd en kreeg een toeschouwerscapaciteit van 8000 plaatsen. Hierbij werd de lengte van de baan teruggebracht van 333 m naar 300 m. Tijdens de Eerste Wereldoorlog werd de baan gesloopt om plaats te maken voor een vliegtuigfabriek.

## De tweede velodroom
Het Stadion Buffalo lag in de randgemeente Montrouge. Het opende zijn poorten op 24 september 1922 en had een toeschouwerscapaciteit van 30.000 voor voetbalwedstrijden en 40.000 voor bokswedstrijden. In het stadion werd de jaarlijkse Bol d’Or hervat en werden diverse voetbalinterlands gespeeld. Hier werden ook het Belgisch kampioenschap 100 km achter moto's gehouden omdat er in België geen banen dit toelieten.
In 1957 werd het stadion Buffalo gesloopt.